# Spinellus sphaerosporus
Spinellus sphaerosporus är en svampart som beskrevs av Tiegh. 1875. Spinellus sphaerosporus ingår i släktet Spinellus och familjen Phycomycetaceae.   Inga underarter finns listade i Catalogue of Life.